# Claude Bloodgood
Claude Frizzel Bloodgood (* 14. Juli 1937 in La Paz, Mexiko als Klaus Bluttgutt; † 4. August 2001 nahe Richmond, Virginia) war ein US-amerikanischer Mörder und Schachspieler.

## Leben
Über seine Jugend ist nichts Genaues bekannt. Er selbst behauptete, 1924 geboren und während des Zweiten Weltkrieges in einem deutschen U-Boot als Spion in die USA gekommen zu sein. In den 1950er-Jahren war er nach eigenen Angaben Berufsschachspieler und spielte angeblich gegen zahlreiche berühmte Persönlichkeiten.
1958 gründete er eine Fernschachorganisation, den All Service Postal Chess Club (ASPCC). In den 1960er-Jahren kam er mehrfach mit dem Gesetz in Konflikt und verbüßte mehrere Haftstrafen wegen Diebstahl und Betrug.
1969 ermordete er seine Stiefmutter, die er in einem Streit um von ihm gefälschte Schecks strangulierte, und wurde dafür 1970 in Virginia zum Tode verurteilt. In seiner Zeit in der Todeszelle spielte er über 2.000 Fernschachpartien. Nach sechs aufgeschobenen Hinrichtungsterminen wurde er 1972 zu einer lebenslangen Freiheitsstrafe begnadigt. Es wurde ihm gestattet, für die Teilnahme an Schachturnieren das Gefängnis unter Bewachung zu verlassen. 1974 nutzte er eine solche Gelegenheit zusammen mit einem Komplizen zur Flucht und wurde erst nach mehreren Wochen wieder gefasst. In der Folge war es ihm nur noch erlaubt, gegen Mitgefangene Schach zu spielen. Alle diese mehreren tausend Partien, die er gegen schwache Gegner fast sämtlich gewann, reichte er beim Schachverband United States Chess Federation zur Elo-Auswertung ein. Dadurch ergab sich 1996 die kuriose Situation, dass er mit einer Wertungszahl von 2702 auf dem Papier der zweitbeste Spieler der USA hinter Gata Kamsky war, wenngleich seine tatsächliche Spielstärke weit darunter lag. Formal hätte er damit einen Anspruch auf die Teilnahme an der Landesmeisterschaft der USA gehabt, worauf sich aber weder der Schachverband noch die Gefängnisverwaltung einlassen wollten. Stattdessen wurde ihm gestattet, an der im Juni 2000 beginnenden 15. US-Fernschachmeisterschaft teilzunehmen. Dieses Turnier konnte er nicht mehr beenden, da er am 4. August 2001 in der Strafanstalt Powhatan Correctional Center an Lungenkrebs verstarb.

## Werke
Bloodgood veröffentlichte drei Bücher über von ihm bevorzugte Schacheröffnungen:
- The tactical Grob. Chess, Sutton Coldfield 1976.
- Nimzovich attack: the Norfolk gambits, 1 Nf3 d5 2 b3 c5 3 e4 or 1 Nf3 d5 2 b3 Nf6 3 Bb2 c5 4 e4. Chess Digest, Grand Prairie 1997. ISBN 0-87568-289-8.
- Blackburne-Hartlaub gambit: 1 d4 e5 2 dxe5 d6!? (zusammen mit Donald K. Wedding). Chess Digest, Grand Prairie 1998. ISBN 0-87568-292-8.